# Vince Taylor
Pour les articles homonymes, voir Taylor.

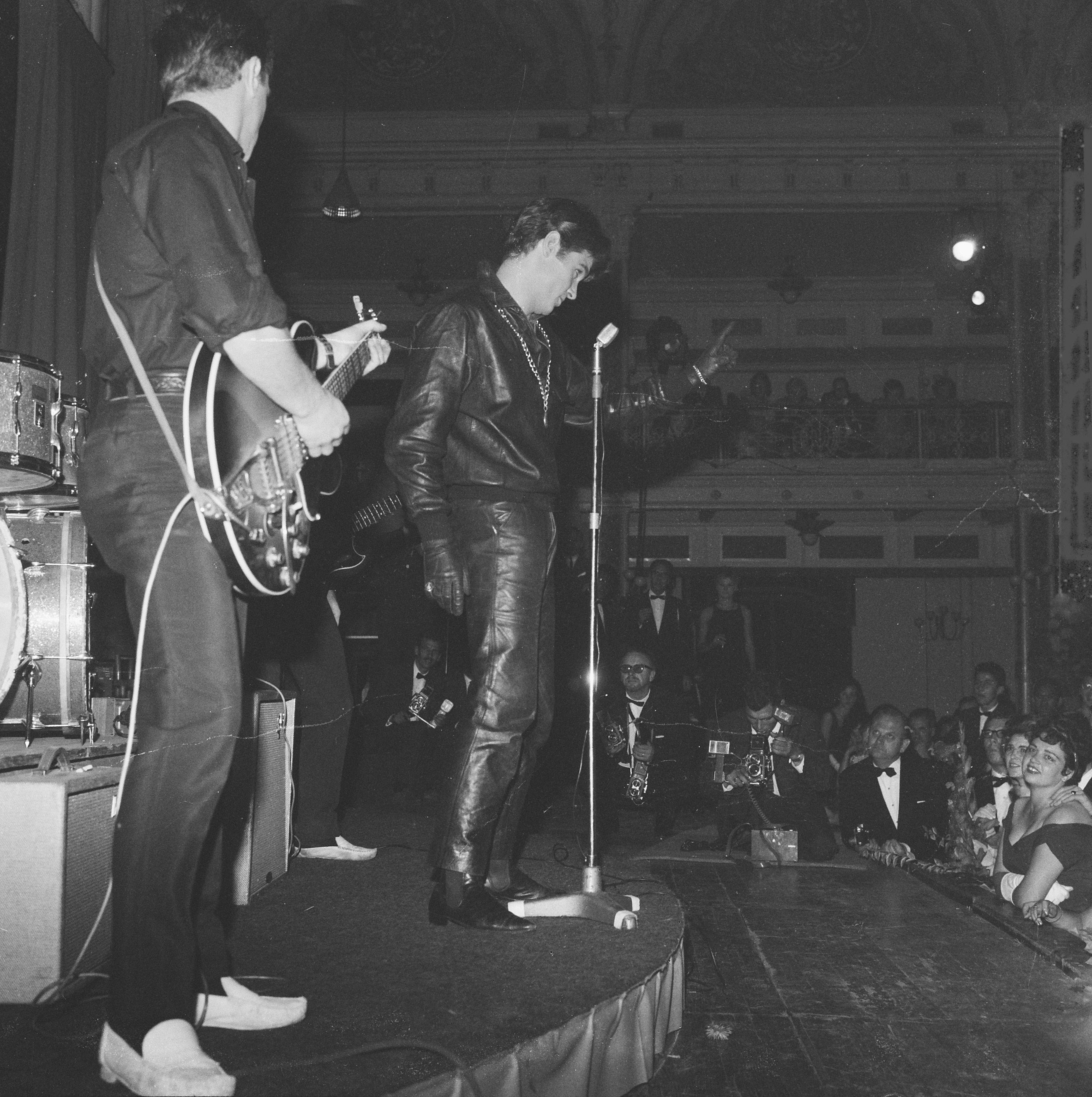
Vince Taylor en 1962.

Vince Taylor, né Brian Maurice Holden le 14 juillet 1939 à Londres (Angleterre) et mort le 27 août 1991 à Lutry (Suisse), est un chanteur de rock britannique qui a fait l'essentiel de sa carrière en France. Très populaire dans les années 1960, il est l'auteur du titre Brand New Cadillac (1959), qui sera repris par de nombreux groupes dont The Clash en 1979 sur son album London Calling.
Surnommé « l'Archange noir du rock » pour son côté ténébreux, après 1965 sa carrière n'est plus qu'épisodiques, faite de hauts et surtout de bas, période où il alterne dépressions et excès. David Bowie affirme s'être notamment inspiré de ce parcours erratique pour créer le personnage de Ziggy Stardust.

## Biographie
Il est né en 1939 en Angleterre,. En 1946, la famille de Brian Holden quitte l'Angleterre pour les États-Unis et s'installe dans le New Jersey, puis après le mariage de sa sœur Sheila avec Joe Singer en 1955, à Hollywood. Il rêve alors de devenir aviateur mais doit y renoncer après un accident. Après avoir été brièvement maître-nageur, Brian se lance dans la chanson, très influencé par Elvis Presley auquel il ressemble d'ailleurs un peu dans sa gestuelle et sa physionomie.
En 1958, il retourne en Grande-Bretagne, accompagné de son beau-frère, pour tenter sa chance à Londres. Bien qu'étant toujours de nationalité britannique, il se présente alors comme Américain, sous le nom de Vince Taylor, afin de mieux asseoir sa crédibilité de rocker. Il se produit alors sur scène vêtu d'un costume de cuir noir, copié sur celui de Gene Vincent et rappelant Marlon Brando dans le film L'Équipée sauvage (1953), qui lui donne une allure de mauvais garçon, portant une grosse chaîne autour du cou. A cette époque, il est souvent accompagné par Brian Bennett et Tony Sheridan de son groupe The Playboys.
Après quelques apparitions à la télévision, il enregistre en 1958 son premier disque chez Parlophone : I Like Love / Right Behind You Baby. Il est accompagné par le groupe The Playboys composé de Brian Bennett (batterie), Brian Locking (basse) et Tony Sheridan (guitare). Le disque n'a pas beaucoup de succès.
Vince décide de venir en France, où le rock devient une musique populaire. Le groupe qui l'accompagne lors de son arrivée en France, en 1961, est composé de Johnny Vance (basse), Alan Le Claire (piano), Bob Steel (Guitare solo) et Bobbie Clarke (en) (batterie). Leur nom n'apparaît que sur le deuxième 45 tours de Vince Taylor en 1959 : Pledgin' My Love avec, en face B, la composition de Vince Taylor, qui lui a créé une notoriété en Angleterre : le titre Brand New Cadillac, classé 19e au top20, avec l'apport de Joe Moretti (en) à la guitare solo, il fait également la partie solo de Shakin' All Over de Johnny Kidd and the Pirates.
Vince Taylor fait dès lors l'essentiel de sa carrière en France. Eddie Barclay le découvre lors d'un concert de rock anglais à l'Olympia et l'engage aussitôt, il signe un contrat avec l'Agence Audiffred. Vince Taylor enregistre des tubes d'Elvis Presley, Eddie Cochran, Chuck Berry, Little Richard, Johnny Kidd et les fait découvrir au public français. Barclay sort l'album 25 cm Le Rock C'est ça, ses interprétations de Twenty Flight Rock, Ready Teddy, Memphis Tennessee ou Shakin' All Over sont parfois plus sauvages que les originaux. Son charisme sur scène est indéniable et, selon les espoirs d'Eddie Barclay, pourrait même rivaliser avec Johnny Hallyday, mais son genre et ses concerts tournant souvent à l'émeute lui font la réputation du « mauvais garçon » du rock français dont il pâtit beaucoup.
Bobbie Clarke, qui avait entre-temps rejoint Johnny Hallyday et qui se retrouve disponible quand ce dernier part pour son service militaire, revient vers lui et fonde le Bobbie Clarke Noise, en 1965. Ce groupe est composé d'Alan Bugby (basse), Johnny Taylor (guitare), Bobbie Clarke (batterie), Stash (percussions) et Ralph Danks (lead guitar). C'est avec ce groupe que Vince fait la première partie des Rolling Stones à l'Olympia en 1965. Cette même année, dans l'enregistrement du 30 cm Vince...! avec le groupe, on peut entendre un solo de batterie de près de 7 minutes de Bobbie Clarke (qui part quelques mois plus tard pour fonder son propre groupe, le Bobbie Clarke's Band). Enregistré faussement en public, le disque est ensuite réédité, débarrassé cette fois des cris et applaudissements factices. Il constitue pratiquement le dernier enregistrement de Vince Taylor.
Les maisons de disques comme les patrons de salles ne veulent plus de lui à cause de la violence qu'il déchaîne. Il sombre alors en dépression. Le reste de sa carrière n'est plus qu'une longue déchéance que de nombreux retours, plus ou moins réussis, ne sauvent qu'épisodiquement. De 1977 à 1979, il vit au Duo Bar à Mâcon, sis 42 rue Dufour, où il dispose d'une salle de répétition chez la famille Olivier.
En 1983, il décide finalement de se retirer avec sa famille à Lutry, en Suisse, où il exerce le métier de mécanicien aéronautique, renouant avec ses amours de jeunesse. Son biographe Steve Leggett rapporte que Vince vécut ainsi « la plus belle période de sa vie » selon ses propres mots. En 1987, il enregistre The Big Beat Years pour le label français Big Beat Records. Le collectionneur et marchand d'art Alan Grizot, son ami pionnier du design des années 1950, organise en juin de la même année un concert filmé de Vince dans sa galerie d'art, située rue de Lille à Paris.
Usé par ses années de folie et les excès de drogue et d'alcool, Vince Taylor meurt en août 1991,,, à 52 ans, d'un cancer des os.

## Discographie

### Albums studios
1984 : Ave Maria titre Boppin' Charlie de la BO du film Ave Maria.
- 2014 : The Complete Works 1958-1965, coffret de 3 CD, Barclay

### Singles
1958
- 45 tours Parlophone : Right Behind You Baby, I Like Love

1959
- Super 45 tours Parlophone, Vince Taylor et ses Play-Boys : Brand New Cadillac (classé no 96 en France), Pledging My Love, I Like Love, Right Behind You Baby

1960
- 45 tours Palette Records : I'll Be Your Hero , Jet Black Machine

1961
- 45 tours Palette Records : Whatcha Gonna Do ?, Move Over Tiger
- Super 45 tours Barclay : Sweet Little Sixteen (classé no 55 en France), Love Me, C'mon Everybody (no 73 en France), Twenty Flight Rock
- Super 45 tours Barclay : So Glad You're Mine (no 35 en France), Long Tall Sally, Baby Let's Play House, Lovin' Up A Storm
- Super 45 tours Barclay : Shakin' All Over, Don't Ever Let Me Go, Endless Sleep, Don't Leave Me Now
- Super 45 tours Barclay : There's A Lot Of Twistin Going On, Blue Jean Bop, Ready Teddy, Dance To The Bop

1962
- Super 45 tours Barclay : Peppermint Twist (partie 1 et 2) (no 94 en France), Rip It Up, Mean Woman Blues
- Super 45 tours Barclay : Mimi (en français), Have I Told You Lately That I Love You ?, My Babe, Big Blond Baby

1964
- Super 45 tours Barclay : Memphis Tennessee (no 50 en France), A Shot Of Rhythm And Blues, Jour Après jour, Tu Changeras d'Avis

1974
- 45 tours Labrador Records : L'homme à La Moto, Dancin' In The Midnight Sun

1982
- 45 tours Big Beat Records : Space Invaders, Until The Very End

## Filmographie
- 1961 : Le Quatrième Sexe de José Bénazéraf, signé Michel Wichard
- 1981 : Docteur Rock et Mister Rock de Jacques Richard
- 1984 : Rebelote de Jacques Richard